# Make My Video
Make My Video è una serie di tre videogiochi sviluppati da Digital Pictures nel 1992 per Sega Mega CD. I giochi presentavano tre canzoni dei rispettivi gruppi musicali, il giocatore modifica dei filmati preregistratati per realizzare un nuovo filmato musicale. I giochi furono un fallimento commerciale e stroncati dalla critica. In ogni gioco, al giocatore vengono date istruzioni su cosa dovrebbe includere nel video, e poi la canzone viene riprodotta mentre il video è modificabile dal vivo. Il giocatore può cambiare tra le video clip disponibili con la pressione dei tasti sul controller, e scegliere tra i filmati musicali dei gruppo, sequenze di immagini e effetti speciali.

## Giochi

### INXS
INXS: Make My Video fu sviluppato da Digital Pictures nel 1992. Il gioco permette al giocatore di modificare i video musicali della band INXS sulle canzoni Heaven Sent, Baby Don't Cry e Not Enough Time. Tutte le tre canzoni tratte dall'album del 1992 Welcome to Wherever You Are, e la copertina del gioco è presa da quella del loro album.

### Kris Kross
Kris Kross: Make My Video fu sviluppato da Digital Pictures nel 1992. Il gioco permette al giocatore di modificare i video musicali della band sulle canzoni: "Jump", "I Missed the Bus", e "Warm It Up".

### Marky Mark and the Funky Bunch
Marky Mark and the Funky Bunch: Make My Video fu sviluppato da Digital Pictures nel 1992. Il gioco permette al giocatore di modificare i video musicali dell'artista hip-hop Mark Wahlberg e il suo gruppo Marky Mark and the Funky Bunch sulle canzoni "Good Vibrations", "I Need Money", e "You Gotta Believe".